# Yucca elephantipes
Yucca gigantea là một loài thực vật có hoa trong họ Măng tây. Loài này được Regel miêu tả khoa học đầu tiên năm 1859.

## Hình ảnh

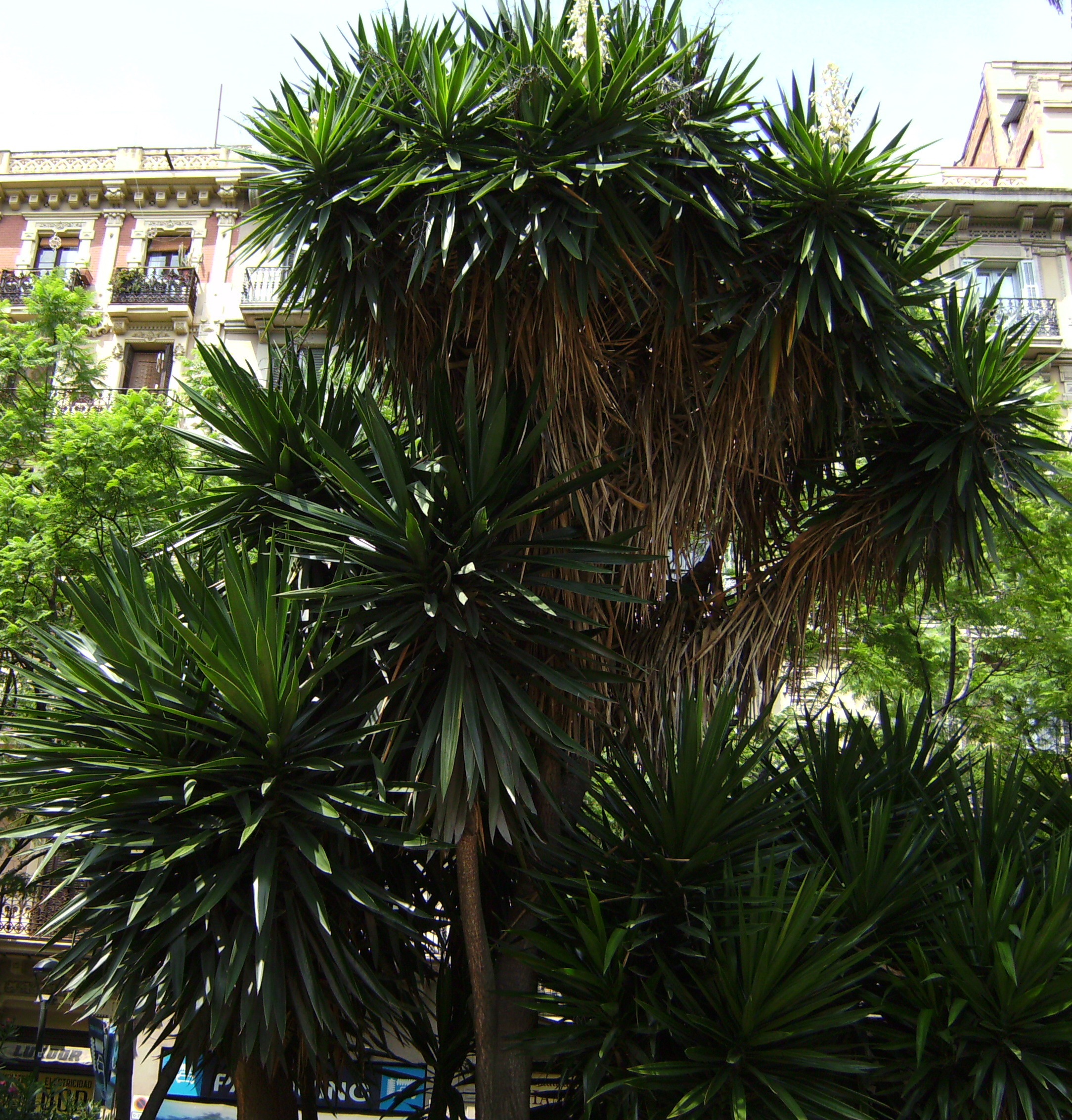
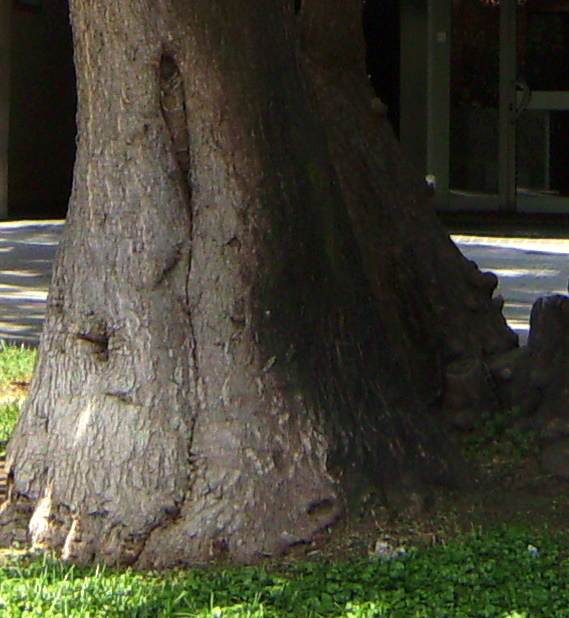
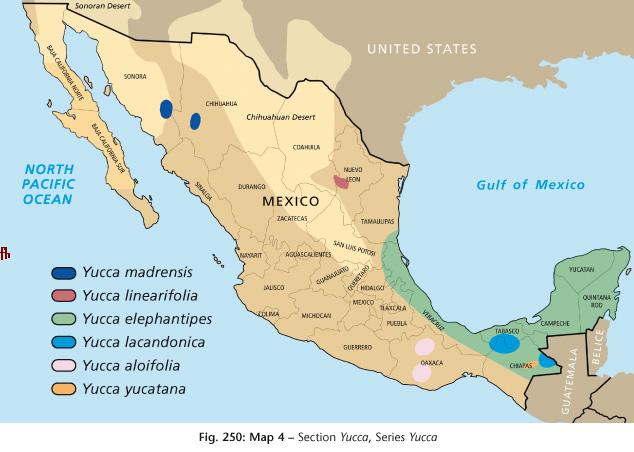
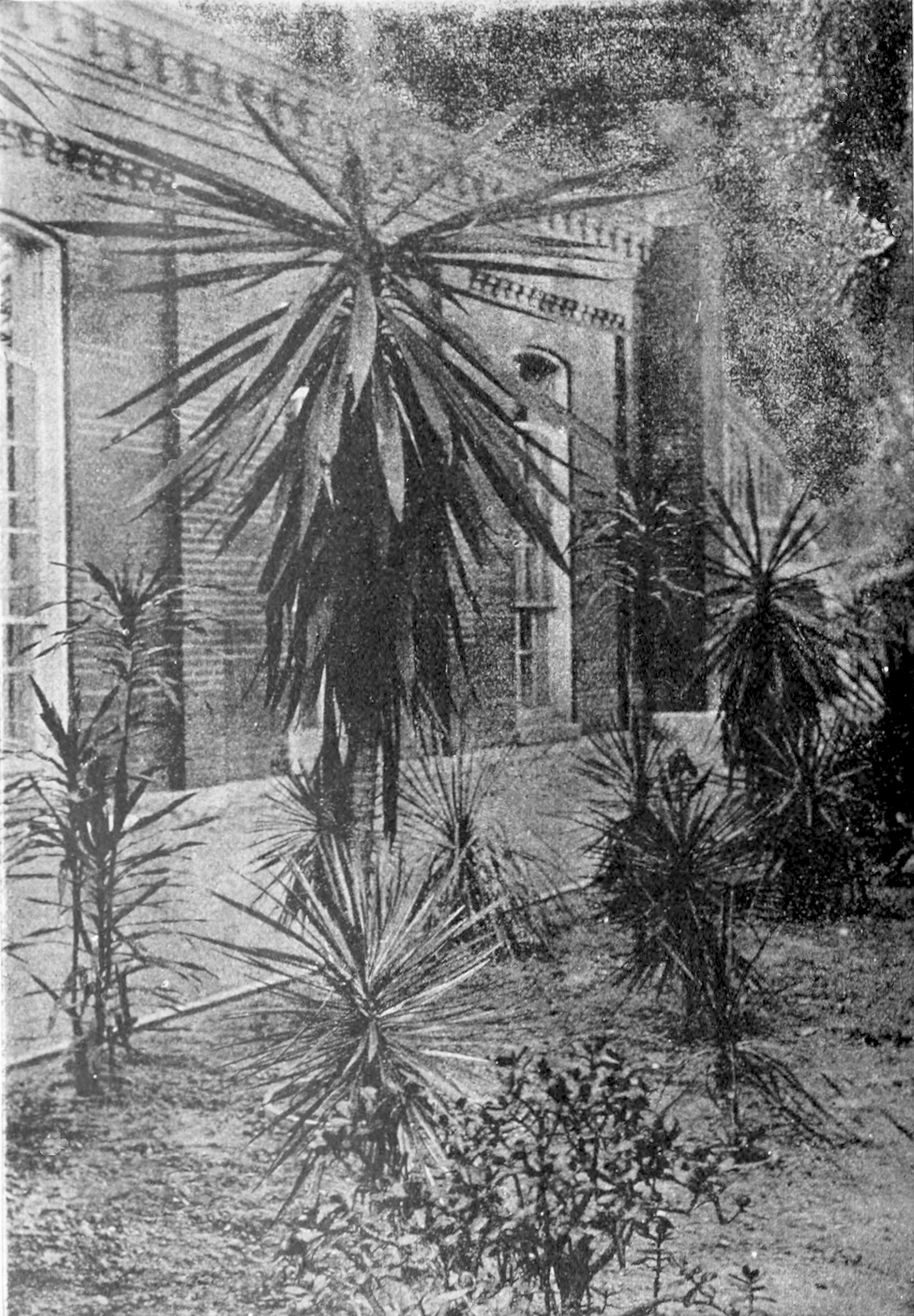